# 佩利扎里反应
Pellizzari反应（Pellizzari reaction）
从酰胺与酰肼合成1,2,4-三唑类。